# Comuna de Syców
Syców (polaco: Gmina Syców) é uma gminy (comuna) na Polónia, na voivodia de Baixa Silésia e no condado de Oleśnicki. A sede do condado é a cidade de Syców.
De acordo com os censos de 2004, a comuna tem 16 312 habitantes, com uma densidade 112 hab/km².

## Área
Estende-se por uma área de 144,79 km², incluindo:
- área agrícola: 62%
- área florestal: 30%

## Demografia
Dados de 30 de Junho 2004:
|                      | Total   | Total | Mulheres | Mulheres | Homens  | Homens |
| -------------------- | ------- | ----- | -------- | -------- | ------- | ------ |
|                      | pessoas | %     | pessoas  | %        | pessoas | %      |
| População            | 16 374  | 100   | 8426     | 51,5     | 7948    | 48,5   |
| Densidade (pop./km²) | 113,1   | 100   | 58,2     | 58,2     | 54,9    | 54,9   |

De acordo com dados de 2002, o rendimento médio per capita ascendia a 1084,3 zł.